# Aricia caeruleosignata
Aricia caeruleosignata är en fjärilsart som beskrevs av Ruggero Verity 1946. Aricia caeruleosignata ingår i släktet Aricia och familjen juvelvingar. Inga underarter finns listade i Catalogue of Life.